# 齐增五
齐增五（α Vul / 狐狸座α）是狐狸座的最亮星。
齐增五是恒星分类M0的红巨星，视星等4.4。它距离地球大约297光年。与狐狸座8形成光学双星。
该星被怀疑是大角星流的成员，一群有着高自行和金属量低的恒星，被认为是遭银河系并吞的矮星系的残余。